# Onthophagus anogeissii
Onthophagus anogeissii är en skalbaggsart som beskrevs av Yves Cambefort 1984. Onthophagus anogeissii ingår i släktet Onthophagus och familjen bladhorningar. Inga underarter finns listade i Catalogue of Life.